# Spoorlijn Bonn - Euskirchen
De spoorlijn Bonn - Euskirchen ook wel Voreifelbahn genoemd is een Duitse spoorlijn als spoorlijn 2645 onder beheer van DB Netze.

## Geschiedenis
Het traject werd op 7 juni 1880 geopend. Na de overstromingen in Europa in juli 2021 kon het deel van het traject tussen Rheinbach en Euskirchen niet gebruikt worden tot 1 mei 2022.

## Treindiensten
De Deutsche Bahn verzorgt het personenvervoer op dit traject met RB treinen van het type Baureihe 644.
| Serie | Treinsoort                  | Route                                                                            | Bijzonderheden          |
| ----- | --------------------------- | -------------------------------------------------------------------------------- | ----------------------- |
| RB 23 | Regionalbahn (DB Regio NRW) | Bonn Hbf – Witterschlick – Erftstadt – Rheinbach – Euskirchen – Bad Münstereifel | Voreifelbahn 1x per uur |

## Aansluitingen
In de volgende plaatsen was of is er een aansluiting op de volgende spoorlijnen:
Bonn Hauptbahhof
DB 8, spoorlijn tussen Bonn en Oberkassel
DB 2630, spoorlijn tussen Keulen en Bingen
DB 9260, spoorlijn tussen Köln Hohenzollernbrücke en Bonn
DB 9261, spoorlijn tussen Köln Barbarossaplatz en Bonn
Bonn - Poppelsdorf, spoorlijn tussen Bonn en Poppelsdorf
Rheinbach
DB 2636, spoorlijn tussen Rech en Erftstadt
Euskirchen
DB 2585, spoorlijn tussen Düren en Euskirchen
DB 2631, spoorlijn tussen Kalscheuren en Ehrang
DB 2634, spoorlijn tussen Euskirchen en Bad Münstereifel